# Wladimir Kondratjewitsch Pizek
Wladimir Kondratjewitsch Pizek (russisch Владимир Кондратьевич Пицек; * 2. Juni 1915 in Moskau; † 18. Oktober 2000 ebenda) war ein sowjetischer Theater- und Film-Schauspieler.

## Leben und Leistungen
Pizeks Schauspiellaufbahn begann bereits im September 1923 mit seinem Eintritt in das heutige Mossowjet-Theater, wo er unter der Regie von Juri Alexandrowitsch Sawadski spielte und auch später an der Schauspielschule des Theaters studierte.
Im Juli 1936 erwarb er seinen Abschluss und wurde zwei Monate später in die Rote Armee einberufen. Während dieser Zeit konnte er in Smolensk auftreten. Nach der Demobilisierung im September 1937 kehrte Pizek an seine frühere Wirkungsstätte zurück und nahm hier an einer Tour in den Fernen Osten teil. Der Ausbruch des Deutsch-Sowjetischen Krieges beendete sein Schaffen am Mossowjet-Theater endgültig. Er arbeitete zunächst an der Fertigung von Plakaten mit militärischen Motiven mit und trat dann für das 4. Jugendfronttheater auf. Seit Juni 1942 diente der dunkelhaarige Mime an der Zentralfront, zum Zeitpunkt der Demobilisierung im Oktober 1945 leitete er den Klub des Hauptquartiers. Nach dem Kriegsdienst trat Pizek zunächst in das Stanislawski- und Nemirowitsch-Dantschenko-Musiktheater ein, wechselte aber 1947 an das Minsker Dramatheater M. Gorki. Im Februar 1949 folgte die Versetzung an das Stalingrader Musikkomödientheater. Im September des darauf folgenden Jahr kehrte Pizek letztlich nach Moskau zurück und organisierte hier fünf Jahre lang Amateuraufführungen. Von 1960 bis 1984 gehörte er dem Moskauer Staatstheater der Kinodarsteller an und hatte hier einen Sitz im Geschäftsausschuss und der Redaktion inne, die zu den Kontrollgremien des Mosfilmstudios gehörte. Er war außerdem Verbindungsmann des Theaters zu den sowjetischen Streitkräften.
1956 gab Pizek in Nun schlägt’s 13! sein Filmdebüt, dem bis 1990 noch rund 150 weitere Auftritte vor der Kamera folgen sollten. Sein Rollenspektrum galt als sehr breitgefächert, er spielte einen Stationsleiter in Коммунист (Kommunist, 1957), einen Kommissar in Ветер (Weter, 1958), einen Wehrmachtsoldaten in Любой ценой (Ljuboi zenoi, 1959), einen Popen in Нахалёнок (Nachaljonok, 1961), einen Zahnarzt in Wie heißen Sie jetzt? (1965) und einen Sportschulleiter in Тренер (Trener, 1969). Seine einzige Hauptrolle gab Pizek in  Auf Zirkusbären schießt man nicht (1970) von Juri Stepanowitsch Tschuljukin. Er war außerdem in den sowjetisch-bulgarischen Co-Produktionen Das wechselvolle Leben des Niccolo Paganini (1982) und Берега в тумане... (Berega w tumne..., 1985), dem von Mosfilm in Kooperation mit der DEFA gedrehten Drama Fünf Tage – Fünf Nächte (1961) und in der DEFA-Produktion Januskopf (1972) zu sehen. Einem jüngeren Publikum war Pizek durch seine Auftritte in den Märchenfilmen Die verzauberte Marie (1960) und Das Märchen von der verlorenen Zeit (1964) sowie drei Folgen der Kindersendung Фитиль (Fitil, 1963–1966) präsent. Für die russischsprachige Fassung des von Aserbaidschanfilm gedrehten Werkes Есть и такой остров (Est u takoi ostrow, 1963; Alternativtitel: Остров чудес, Ostrow tschudes) trat er auch als Synchronsprecher in Erscheinung.
Pizek war mit Serafima Iwanowna Dubanewitsch verheiratet, das Paar hatte keine Kinder. Er starb 85-jährig in Moskau und wurde auf dem Friedhof Perepetschinskoje, Abschnitt 33, beigesetzt.

## Ehrungen
Pitzek wurde 1970 das Abzeichen Ausgezeichnete kulturelle Schirmherrschaft der Streitkräfte der UdSSR verliehen, im Jahr 1987 folgte der Titel Verdienter Kulturschaffender der RSFSR.

## Filmografie (Auswahl)
- 1956: Nun schlägt’s 13! (Karnawalnaja notsch)
- 1960: Die verzauberte Marie (Marja-iskusniza)
- 1961: Fünf Tage – Fünf Nächte (Pjat dnei, pjat notschei)
- 1962: Ungestüme Reise (Moi mladschi brat)
- 1963: Häuptling der Rothäute (Delowyje ljudi)
- 1964: Die Lebenden und die Toten (Schiwye i mjortwye)
- 1964: Der verlorene Sommer (Propalo leto)
- 1964: Das Märchen von der verlorenen Zeit (Skaska o poterjannom wremeni)
- 1964: Grünes Licht (Seljonye ogonjok)
- 1965: Vater eines Soldaten (Otez soldata)
- 1965: Wie heißen Sie jetzt? (Kak was teper nasywat)
- 1966: Böse Anekdote (Skwerny anekdot)
- 1967: Журналист (Schurnalist)
- 1968: Der geheimnisvolle Mönch (Tainstwenny monach)
- 1968: Der Irrtum des Gesandten (Oschibka residenta)
- 1969: Der Dorfdetektiv (Derewenski detektiv)
- 1970: Auf Zirkusbären schießt man nicht (Korol manescha)
- 1972: Januskopf
- 1973: Der furchtlose Ataman (Besstraschny ataman)
- 1974: Rhapsodie des Nordens (Sewernaja rapsodija)
- 1975: Unvergängliche Leidenschaft (Ljubow semnaja)
- 1975: Von Morgen – Bis zum Abendrot (Ot sari do sari)
- 1977: Die Geschichte eines unbekannten Schauspielers (Powest o neiswestnom aktere)
- 1977: Witwen (Wdowy)
- 1981: Die Schatulle der Maria Medici (Larez Marii Meditschi)
- 1982: Das wechselvolle Leben des Niccolo Paganini (Nikkolo Paganini)
- 1983: Wir vom Jazz (My is dschasa)
- 1984: Die letzten Wölfe (Pristupit k likwidazii)
- 1990: Man nannte ihn Bestie (...Po proswischtschu „Swer“)